# Десанти в губі Велика Західна Ліца (1941)
Десанти в губі Велика Західна Ліца (1941) — низка морських тактичних десантів у губі Велика Західна Ліца, що проводилась протягом 6 липня — 2 серпня 1941 силами Північного флоту та 14-ю армією Північного фронту в перебігу Мурманської оборонної операції.

## Становище перед проведенням операції
На світанку 29 червня 1941 року в напрямі Мурманська після двогодинної авіаційної та артилерійської підготовки переходить у наступ німецький гірський корпус «Норвегія» (командувач — генерал гірських військ Едуард Дітль) зі складу армії «Норвегія» генерал-полковника Ніколауса фон Фалькенгорста біля річки Титовка; в першому ешелоні наступу були 2 гірсько-піхотні дивізії. Радянські сили під натиском противника змушено відступають в східному напрямі. Частина радянських військ була відрізана від головних сил на півострові Середній, утримуючи оборону на рубежі гірського хребта Муста-Тунтурі, оборонна лінія там пролягала протягом більше 3 років.
Відрізані частини 14-ї армії, котрою керував генерал-лейтенант В. О. Фролов, відступали вздовж узбережжя Баренцового моря напрямом на міста Полярний та Мурманськ. В ході переслідування німецькі сили виходять до губи Велика Західна Ліца та 30 червня захопили плацдарм на східному березі річки Західна Ліца завдовжки до 10 кілометрів по фронту і вглиб до 6-8 кілометрів, що стало загрозливим для Мурманська. Частини 23-го укріпрайону відходять від Титовки на рубіж Ніварі — Кутова. У запеклих боях підрозділи Північного фронту змогли втримати німецький наступ; задля унеможливлення наступу противника на Мурманськ радянське керівництво планує десантну операцію на західний берег Великої Західної Ліци.

## Десанти 6 та 7 липня
6 липня для допомоги частинам 52-ї стрілецької дивізії в здійсненні контрудару по німецьких військах на зайнятому ними плацдармі, висаджується радянський десант на південному березі губи Західна Ліца — стрілецький батальйон зі складу дивізії загальним числом 529 чоловік.
Десантування відбувалося силами десантного загону Північного флоту (командуючий флотом віце-адмірал А. Г. Головко) — 4 патрульні катери, 3 сторожові кораблі, 3 катери «малий мисливець», 2 тральщики. У загоні артилерійської підтримки були есмінець «Куйбишев» (старший лейтенант Максимов С. Н.), 3 патрульні катери, флотські берегові батареї, повітряне прикриття здійснювали 12 винищувачів. Керував десантними діями командир охорони водного району головної бази Північного флоту каперанг В. І. Платонов; загальне керівництво операцією здійснював А. Г. Головко. Батальйон зміг внести панічні елементи в німецькій обороні та знищив кілька ворожих позицій, після цього прорвався на з'єднання з головними силами.
7 липня після артилерійської підготовки німецькі сили біля водоспаду Середній прорвали оборону 52-ї армії та в кількох місцях форсували річку Західна Ліца. На західному березі Західної Ліці з метою розвідки та демонстрування наявності великих сил висаджується батальйон прикордонників числом до 500 бійців. Десантування здійснювалося 4 мотоботами, 3 сторожовими катерами та 2 сторожовими кораблями за повітряної підтримки — 6 винищувачів. Під час німецького нальоту був потоплений мотобот, із екіпажу 42 чоловік врятувалося тільки кілька людей. До місця висадки десанту перекидаються чисельні сили противника, однак спроба прорватися до головних сил десанту 8 липня закінчилася невдало; в бою уночі з 8 на 9 липня німецькі єгері втратили — по оцінках радянських джерел — до 1500 вояків та чимало зброї. Протягом 9 липня радянський десант був знятий 2 сторожовими кораблями з зайнятого противником берега; близько 450 десантників перевезено в губу Ура, до 40 поранених відвезено в Полярний.
Рішення про висадку десантів було імпровізованим, підготовка до операції проводилася протягом однієї доби, розрахунок робився на несподіванку дій для ворога та його чутливість до загроження для небагатьох комунікацій, котрі сполучали сили, наступаючі на Мурманськ з базами постачання на кордоні. Десанти зіграли роль відволікаючих та відтягли на себе частину сил противника.
10 — 11 липня радянські сили проводили перегрупування та поповнення поріділих рядів, чим керував новопризначений командир 52-ї дивізії полковник Г. О. Вещезерський.

## 14 липня— 2 серпня, бої головного десанту
Опрацювавши досвід двох відволікаючих десантів, керівництво флоту та фронту вирішує розширити перелік завдань, виконуваних десантом. Метою третього десанту стає захоплення та утримання плацдарму на західному березі морської губи. Цим самим, по задуму керівництва, створювалася загроза для німецького постачання — існування радянського плацдарму на західному березі мало перекривати німецький плацдарм на лівому. У випадку сприятливого перебігу десантування та послідуючих боїв виникала можливість блокування німецького плацдарму та його ліквідація. Становище радянських військ на західному березі було стійкішим з огляду на контроль Північного флоту цієї ділянки моря та можливість надавати підтримку й забезпечувати десантованих морем. Для підтримки наступних дій десанту на східному березі губи в терміновому порядку споруджується кілька артилерійських батарей.
14 липня сили Північного флоту — 5 патрульних катерів, 3 сторожові кораблі, 3 тральщики — висаджують десант на західному березі губи Західна Ліца (Губа Андрєєва) — 1350 бійців 325-го стрілецького полку 14-ї стрілецької дивізії та батальйон морської піхоти — 250 (командир — батальйонний комісар А. А. Шакіто); до загону прикриття входило 3 есмінці. Рівночасно висаджується відволікаюча розвідувальна група кількістю 50 бійців біля мису Пікшуєв.
Десантникам вдалося зайняти досить значний плацдарм, німецьке командування починає терміново підтягувати додаткові сили до радянського укріплення, відкликавши у тому числі і частини з сухопутного фронту.
15 липня німецькі сили в кількості 2-х полків здійснюють спробу скинути радянський десант в затоку, ця спроба була відбита — зустрічний бій дав направлений з резерву 58-й полк під керуванням майора Харитона Худалова, однак й радянські наступальні дії успіху не мали через переважання польової артилерії противника.
16 липня висаджується ще 715 радянських морських піхотинців для посилення десанту — 520 на східний берег, 195 — на західний берег річки Західна Ліца; після укріплення на місцевості десантники відбивали по кілька німецьких атак до дня — за артилерійської підтримки берегової артилерії та кораблів Північного флоту. Есмінець «Куйбишев» та сторожовий корабель «Прилив» у районі Титовка — Кутова придушували виявлені ворожі вогневі пункти.
17 липня 60 літаків противника проводили бомбардування радянських військ на річці Західна Ліца та півострові Середній.
18 липня німецькі сили здійснили потужну атаку на плацдарм та значно потіснили радянські війська; це супроводжувалося бомбардуванням сухопутних військ та кораблів; затонула радянська баржа та дрифтербот. Цього дня старший сержант Василь Кисляков практично один відбив атаку приблизно ста німецьких вояків.
19 липня німецький наступ на півострові Середній був відкинутий, для цього на суходіл було додатково направлено 5 рот моряків; в губі Ура після бомбардування затонув радянський сторожовий корабель, в повітряних боях було збито 7 німецьких та 2 радянські літаки.
20 липня в результаті німецького авіанальоту потонув есмінець «Стремітельний», загинула 121 людина, в тому числі 109 членів екіпажу.
21 липня від авіанальоту в Мотовській затоці затонула радянська парова шаланда з набоями.
В тому часі німецький наступ на Мурманськ зупинився, а 24 — 26 липня частини 14-ї армії змогли потіснити противника. 24 липня вогневу підтримку створював сторожовий корабель «Гроза», від німецьких бомбардувань затонули 2 мотоботи, 25 липня від бомбардувань затонув мотобот з набоями, було збито 2 німецькі літаки.
Рівночасно десант та судна підтримки регулярно піддавалися атакам німецької авіації, невеликі кораблі отримували ушкодження та тонули. Однак постачання десанту та перекидання підкріплення не переривалися, менш вдалими були спроби надавати підтримку наземним військам авіацією Північного флоту.
1 серпня німецькі підрозділи починають чергову атаку на плацдарм, ще трохи потіснивши радянські сили; сторожовий корабель та 3 сторожові катери відбивали повітряні атаки понад 30 німецьких бомбардувальників.
Радянське керівництво почало розуміти, що на сухопутному фронті не було можливим вибити німецькі сили за Західну Ліцу без перекидання додаткових сил. Після німецької атаки 1 серпня приймається рішення про евакуацію десанту.
2 серпня здійснюється операція по відведенню десанту з плацдарму, здійснювало 15 сторожових катерів та 9 мотоботів під прикриттям димової завіси. 1300 чоловік особового складу, все наявне озброєння та спорядження, харчові запаси та коні перевозяться на східний берег Західної Ліци та посилюють сухопутний фронт; у Полярний відвезено 240 поранених, авіація флоту прикривала евакуацію. Після висадки сил десанту на східному березі губи кораблі повертаються на базу флоту без повітряного прикриття, у цьому часі німецька авіація завдає удар, потонуло 4 мотоботи та 1 сторожовий катер.

## Результати десантів
В цілому у радянських джерелах десантні операції оцінюються як успішні, незважаючи на ряд недоліків. Одним з позитивів було відтягнення досить чисельних німецьких сил для блокування десанту, призупинився наступ на Мурманськ; оборона зайнятого плацдарму та морська підтримка були достатньо надійними.
Радянськими історіографами оцінюється як одна з найкращих радянських десантних операцій першого року нацистсько-радянської війни.
За проявлені мужність та героїзм в часі боїв на плацдармі звання Героя Радянського Союзу вдостоєні старший сержант В. П. Кисляков та — посмертно — червонофлотець І. М. Сивко.
З майже 900 моряків, що з самого початку брали участь в десанті живими лишилися неповні 2 роти. 14 офіцерів та старшин за участь в десанті були нагороджені орденами Червоного Прапора та Червоної Зірки.